# Локомотив (полуостров)
Локомотив (тат. Локомотив ярымутравы, Lokomotif yarımutrawı) — длинный, узкий, достаточно крупный составной полуостров на Куйбышевском водохранилище у центральной части города Казани Республики Татарстан. Территориально входит в Вахитовский район города. Имеет продолжение в виде полуострова (ранее острова) Вороний Куст. Расположен между (по левую сторону) судоходным фарватером реки Волга и устьем реки Казанка, от набережной выше Казанского речного порта, напротив главного (центрального) железнодорожного вокзала Казань-1. Имеет важное общегородское общественное и хозяйственное значение.

## Описание
Составной полуостров простирается с востока на запад в виде косы от берега в начале, дугообразной основной части в середине и длинной почти прямой искусственной дамбы в конце. Первые две части и начало дамбовой части формируют к востоку внутреннюю лагуну, от которой узкий пролив ведет в акваторию речного порта. Вдоль косы расположен единственный в центре города небольшой официальный песчаный пляж городского значения. Насыпной песок в дамбовой части визуально напоминает барханы и дюны. С северного берега основной части открывается панорамный вид на заречную часть города и (вдали) Кремль, с южного берега дамбовой части — на акваторию речного порта и (вдали) центральную часть города. Проезд по косе и основной части полуострова имеет название улица Протопопа Аввакума. На основной части находятся многочисленные хозяйственные объекты — Казанский яхт-клуб при Федерации парусного спорта Татарстана, частные причалы для судов (размерностью до класса ОМ), лодочные станции, кафе, дома отдыха, клубы и другие частные объекты, включая здание бывшего старообрядческого Прилуцкого молитвенного храма Ильинской церкви. По косе идёт общедоступная асфальтированная дорога, в основной части асфальтированная дорога идёт внутри частных территорий, дальняя дамбовая часть полуострова общедоступна по грунтовой дороге вдоль заборов частных объектов основной части. В начале дамбовой части имеется «дикий» нудистcкий пляж. На причалах полуострова и напротив в лагуне базируется частный флот компании ТАИФ. От причалов полуострова стартуют казанская часть ежегодного федерального яхтенного чемпионата-регаты Кубок Волги (Volga Open), а также заказные и частные прогулочные рейсы. К полуострову автомобильный проезд возможен по набережной речного порта, пешеходная доступность — через надземный переход над путями за главным вокзалом.

## История
До заполнения водохранилища в 1956-58 годах и идентификации как отдельное урочище и топоним территория вокруг будущего полуострова была слободкой при стекольном заводе купца Савинова и поле-луговой затапливавшейся при высокой воде малоиспользуемой частью пойменной террасы севернее ныне затопленного городского посёлка Бакалда. В начале XX века после неудачной попытки построить судоходный канал к центру города через тогда остров Вороний Куст и территорию будущего полуострова Локомотив была проложена железная дорога и шоссе от центра к пристаням Дальнего Устья. Возведенная для этих дорог между Вороньим Кустом и центром города дамба получила название Новая Дамба и использовалась вплоть до 1956-58 годов, когда в связи с наполнением Куйбышевского водохранилища Казанский речной порт был перенесен с Дальнего Устья на нынешнюю площадку. Новая Дамба стала третьей составной частью новообразованного полуострова, который (как и пляж) получил название по базе спортивного общества железнодорожников «Локомотив», располагавшейся на объектах бывшего стекольного завода Савинова и Прилуцкого молельного храма..
В 2011—2012 годах при попытке строительства новой платной вылетной западной автомагистрали из центра города вдоль северных берегов Волги остатки Новой Дамбы были значительно увеличены в высоту и ширину большими массами насыпного песка, а остров Вороний Куст оказался полуостровом, продолжающим полуостров Локомотив. Однако вскоре создание Ново-Адмиралтейской дамбы с магистралью было отменено, и часть насыпного песка постепенно вывозится для других строек. Весной 2023 года в западной части полуострова был прорыт канал; таким образом часть полуострова превратилась в остров.
Ожидается реконструкция пространства и объектов полуострова в рамках масштабной реновации всей завокзальной зоны и набережной речного порта.

## Галерея

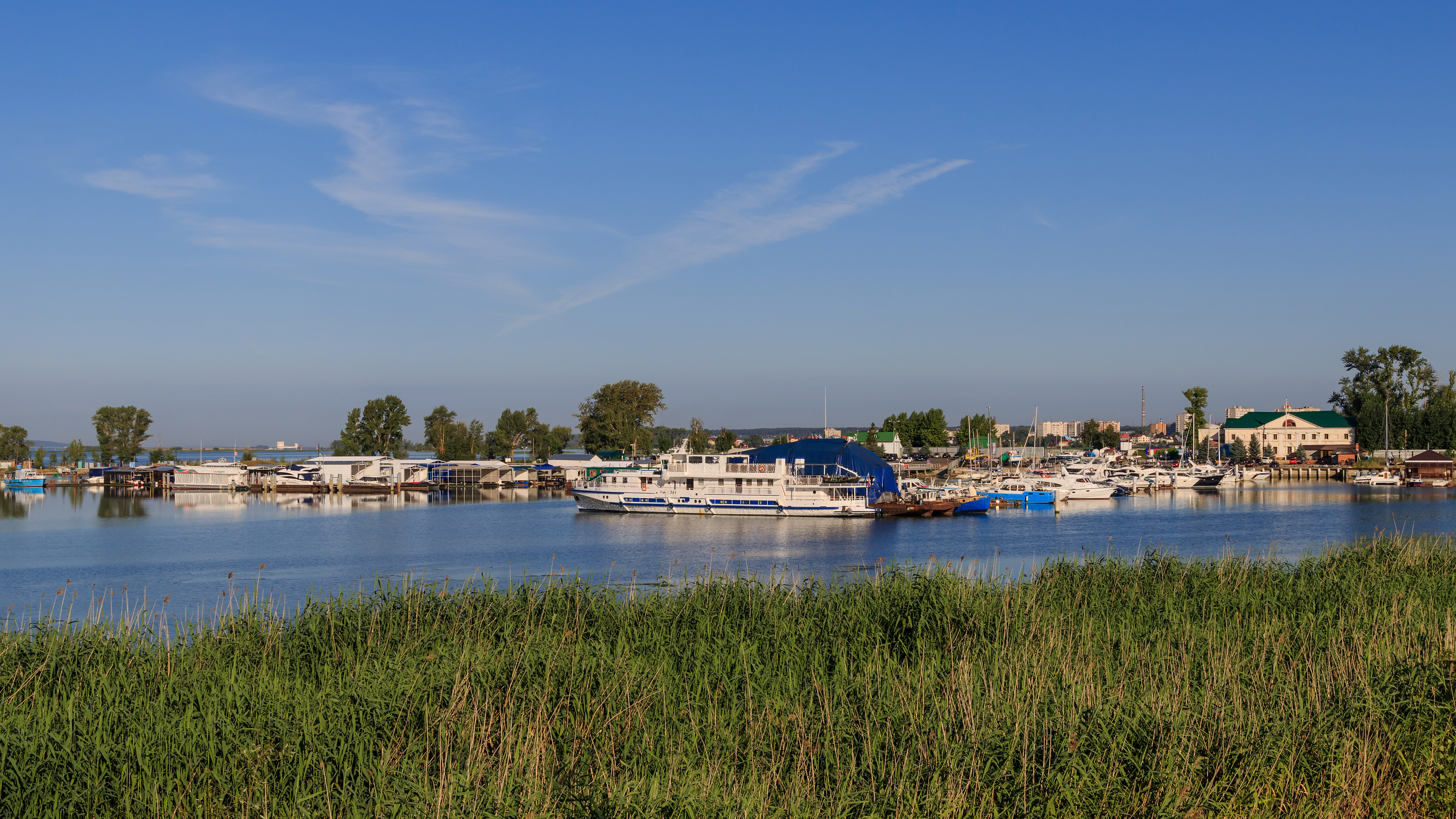
Основная часть с причалами
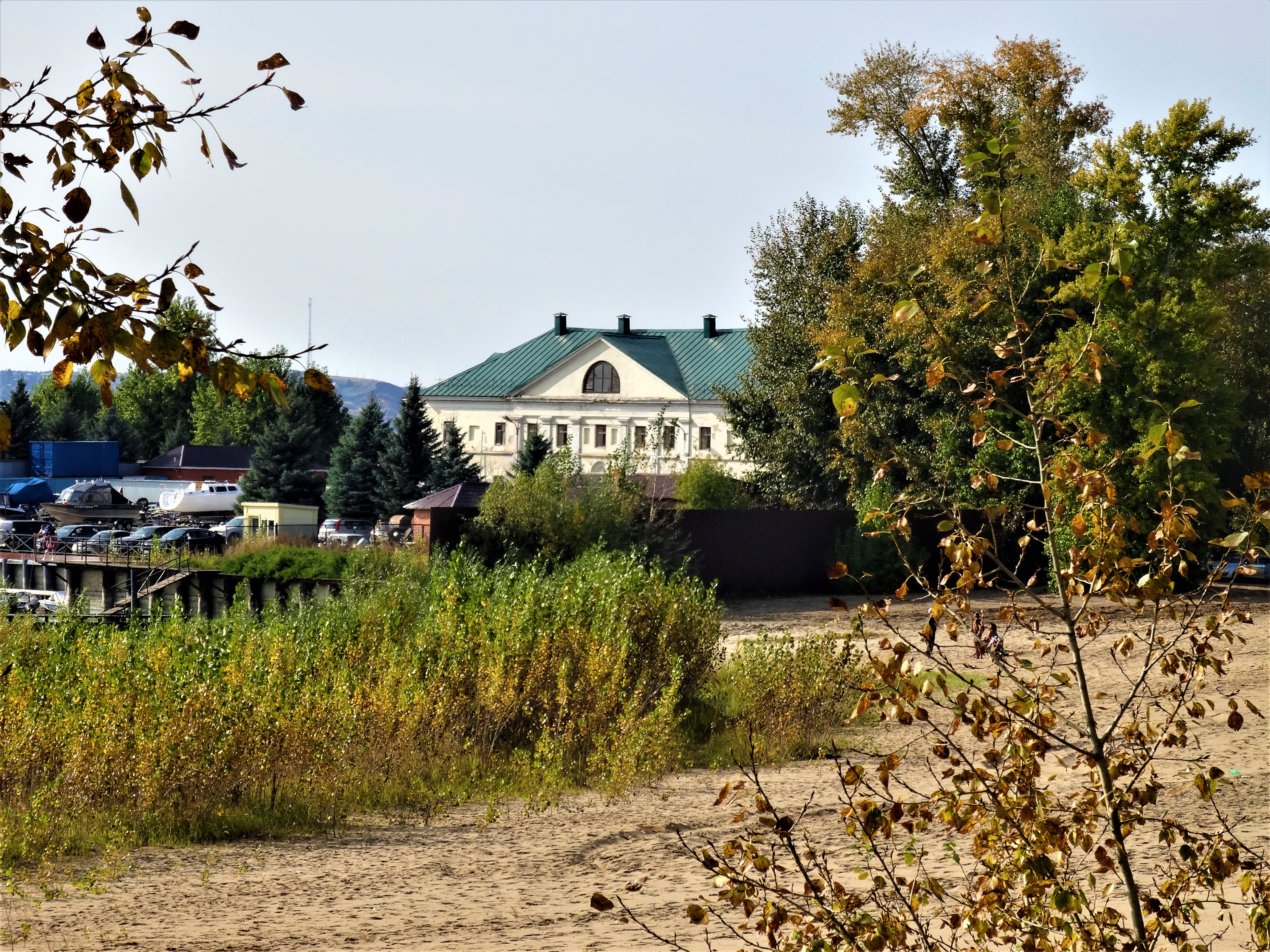
Начало полуострова с пляжем на косе и видом на основную часть
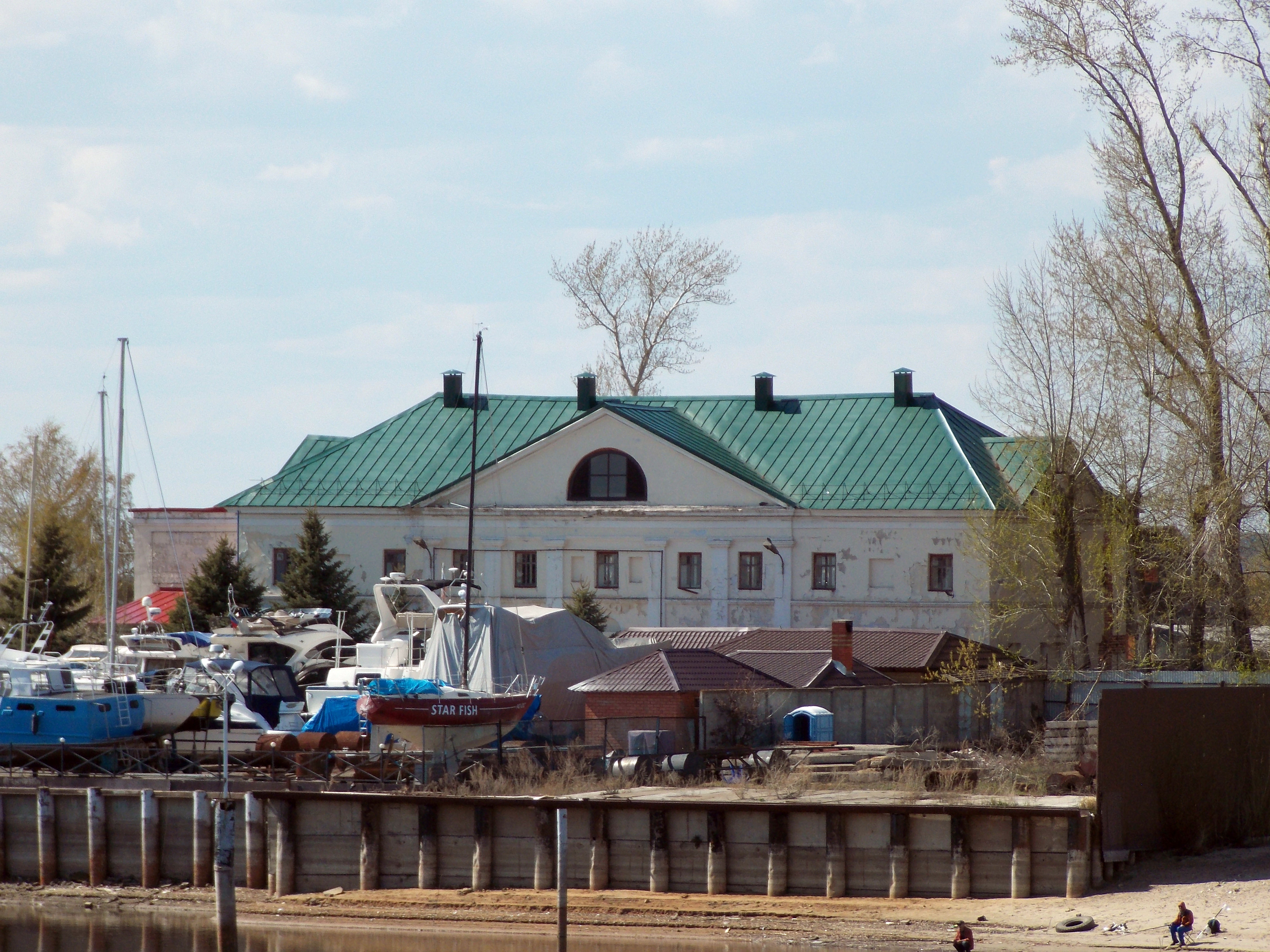
Начало основной части
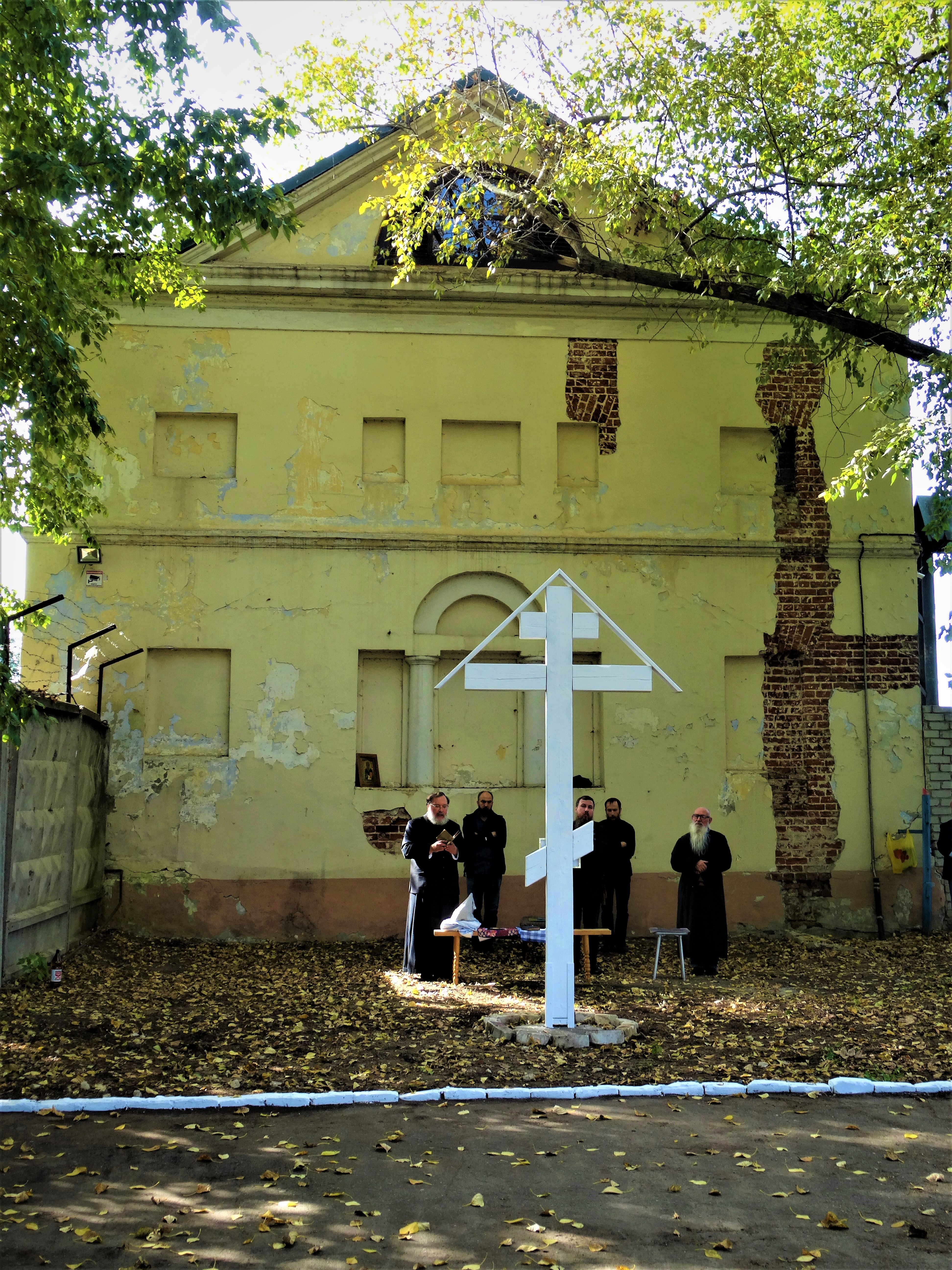
Здание бывшего Прилуцкого молитвенного храма (вид сбоку)
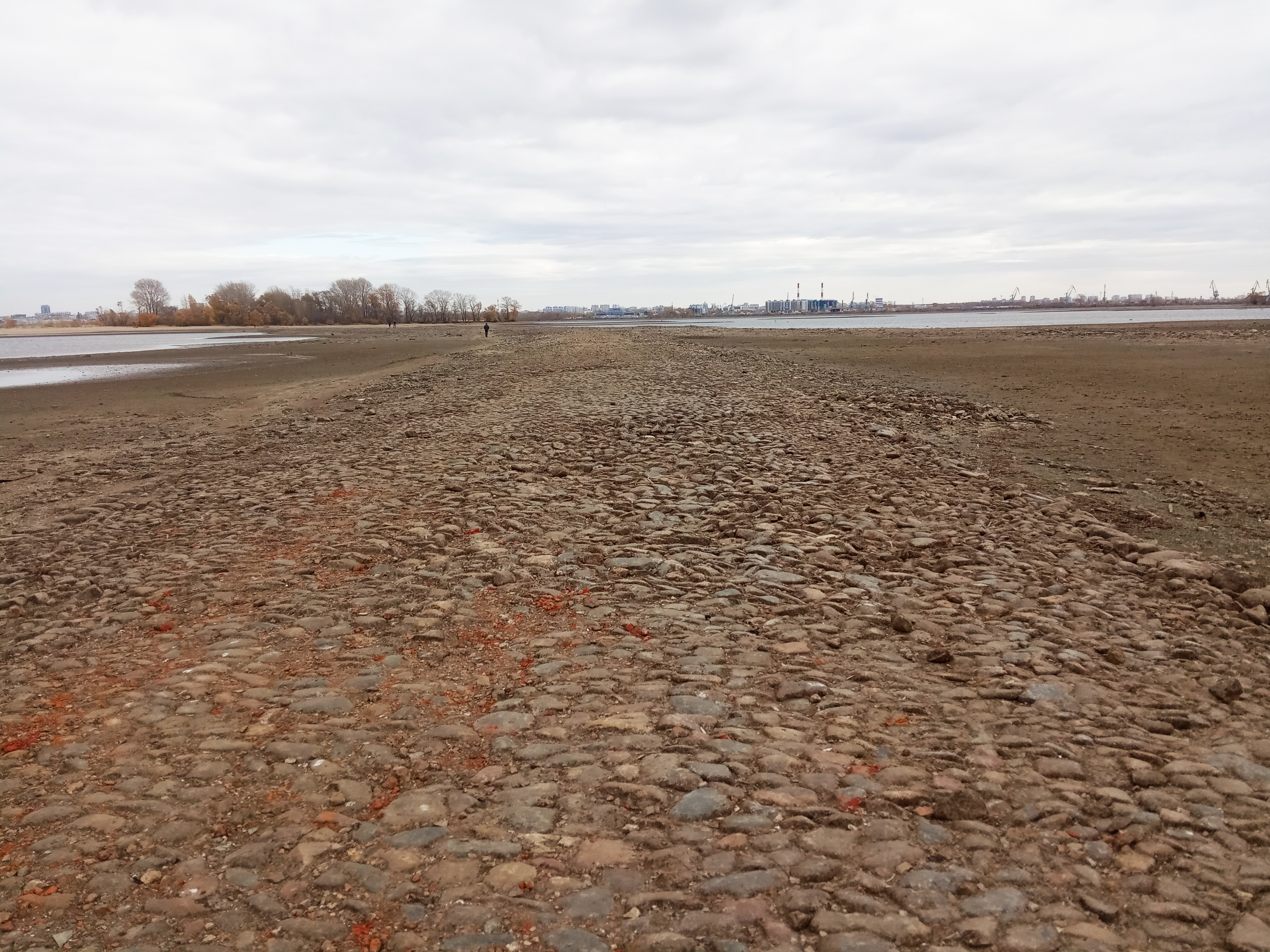
Окончание дамбовой части перед полуостровом Вороний Куст